# Максимов, Максим Константинович
Макси́м Константи́нович Макси́мов (род. 29 марта 1971) — российский дипломат. Чрезвычайный и полномочный посланник 1 класса (2023).

## Биография
Окончил Институт стран Азии и Африки при МГУ им. М. В. Ломоносова (1994) и Российскую академию государственной службы при Президенте Российской Федерации (2003). Владеет арабским и английским языками. На дипломатической работе с 1994 года.
- В 2007—2011 годах — советник Посольства России в Египте.
- В 2011—2012 годах — советник-посланник Посольства России в Ливии.
- С сентября 2012 по октябрь 2016 года — начальник отдела Департамента Ближнего Востока и Северной Африки МИД России.
- С 3 октября 2016 по 8 апреля 2021 года — чрезвычайный и полномочный посол Российской Федерации в Ираке[1][2].
- С 2021 года — заместитель директора Департамента Ближнего Востока и Северной Африки МИД России.

## Награды
- Медаль ордена «За заслуги перед Отечеством» II степени (10 февраля 2012) — За большой вклад в реализацию внешнеполитического курса Российской Федерации и многолетнюю добросовестную работу[3].
- Орден Дружбы (12 февраля 2021) — За большой вклад в реализацию внешнеполитического курса Российской Федерации и многолетнюю добросовестную дипломатическую службу[4]

## Дипломатический ранг
- Советник 1 класса (октябрь 2011)[5].
- Чрезвычайный и полномочный посланник 2 класса (13 июня 2018)[6].
- Чрезвычайный и полномочный посланник 1 класса (2 октября 2023)[7].

## Семья
Женат, имеет дочь.